# Quercus fusiformis
Quercus fusiformis — вид рослин з родини букових (Fagaceae); поширений на півдні США й на північному сході Мексики.

## Опис

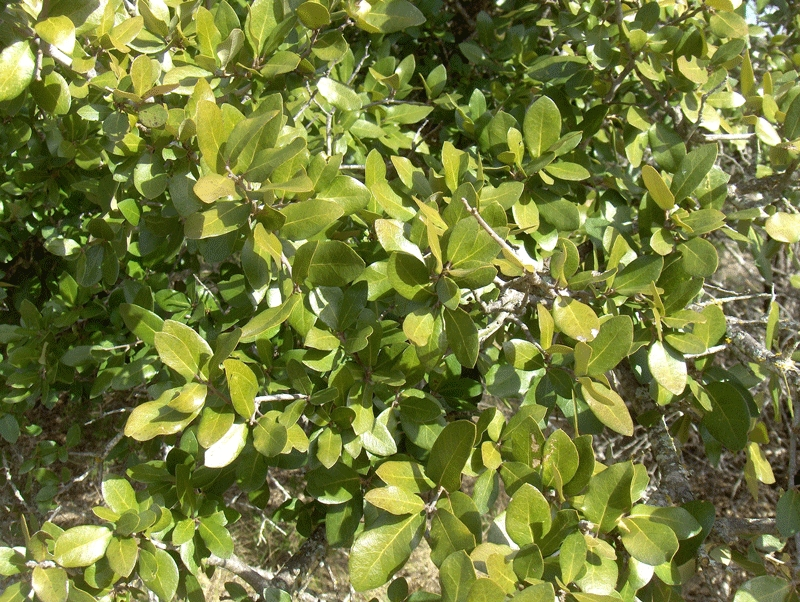
листки

Це субвічнозелене дерево, іноді чагарник, дерева до 25 м, чагарники часто утворюють великі клонові насадження. Кора темно-коричнева або чорна, луската. Гілочки світло-сірі, вовнисті. Листки довгасті, ланцетні або вузько-овальні, шкірясті, 2–7 × 1–2 см; основа клиноподібна або тупа або усічена; верхівка гостра або тупа; край цілий або часто з 3–4 парами зубів, слабо загнутий; верх сіро-зелений, зазвичай голий і яскравий, іноді є зірчасті, рідкісні волоски; низ блідо-синьо-зелено-вовнистий, із зірчастими волосками та деякими залозистими; ніжка вовниста, завдовжки 3–8 мм. Квітне навесні. Чоловічі сережки завдовжки 2–5 см; жіночі сережки 1.5–5.5 см, з 2–3 квітками, іноді більше. Жолуді однорічні, у жовтні, поодинокі або 2–3 разом, на ніжці 3–8 мм; горіх темно-коричневий, часто зі світло-коричневими поздовжніми смугами, (17)20–30(33) × 8–15 мм; чашечка глибиною 8–15 мм × шириною 6–12(15) мм, укриває від 1/3 до 1/4 горіха.

## Поширення й екологія
Поширений на півдні США (Оклахома, Техас) й на північному сході Мексики (Коауїла, Нуево-Леон, Тамауліпас).
Зростає на сухих ділянках, таких як савани, скелясті пагорби та височини, що характеризуються вапняковими або вапняковими суглинистими ґрунтами; росте на висотах 1500–2500 м. Q. fusiformis прийнято вважати найтвердішим вічнозеленим дубом. Стійкий до посухи. Q. fusiformis названий важливим для підтримки успішно репродуктивних популяцій Dendroica chrysoparia, виду птахів, що перебуває під загрозою зникнення.

## Використання
На Q. fusiformis припадає найцінніша і найбільша частка дерев у міських лісах центральної частини Техасу. Відомо, що дерева цього виду сприяють підвищенню вартості житлових об'єктів.

## Загрози й охорона
Велика епідемія дубового в’янення, спричинена грибком Ceratocystis fagacearum, вбиває дерева в Центральному Техасі щонайменше 40 років. Створюються зазори та узлісся, змінюється склад дерев та змінюється структура лісових насаджень. Загрозами також є: урбанізація, вирубування молодих дерев для будівництва огорож і виробництва деревного вугілля, а також надмірний випас худоби.
Є багато зусиль, щоб уповільнити поширення дубового в’янення в Техасі, наприклад, проект запобігання в’яненню дуба в Техасі, розпочатий у 1988 році, який спрямований на мінімізацію поширення дубового в’янення в сільських та міських районах центральної частини Техасу.